# 飛幡祐規
飛幡 祐規（たかはた ゆうき、女性、1956年 - ）は、日本のフランス文化研究家、翻訳家、作家。本名は田代 優子（たしろ ゆうこ）。

## 人物・来歴
東京都生まれ。1974年に東京教育大学附属中学校・高等学校（現・筑波大学附属中学校・高等学校）卒業。1974年渡仏、パリ第5大学で文化人類学、パリ第3大学でタイ語･東南アジア文明を専攻。パリ在住30年。
姉はピアニストの神武夏子で、ともに、20世紀前半のフランスの作曲家集団「フランス6人組」を研究している。

## 著書
- 『ふだん着のパリ案内』（晶文社） 1991
- 『素顔のフランス通信』（晶文社） 1994
- 『「とってもジュテーム」にご用心! ふだん着のフランス語』（晶文社） 1998
- 『つばめが一羽でプランタン? みちくさのフランス語』（白水社） 2002
- 『それでも住みたいフランス』（新潮社） 2007
- 『時間という贈りもの フランスの子育て』（新潮社） 2014

## 翻訳
- 『フランス六人組 20年代パリ音楽家群像』（エヴリン・ユラール=ヴィルタール、晶文社） 1989
- 『五百年後のコロンブス』（エドウィー・プレネル、晶文社） 1992
- 『泣きたい気分』（アンナ・ガヴァルダ、新潮社） 2001、のち文庫
- 『ピエールとクロエ』（アンナ・ガヴァルダ、新潮社） 2003
- 『王妃に別れをつげて』（シャンタル・トマ、白水社） 2004、のち白水Uブックス - 映画「マリー・アントワネットに別れをつげて」（2012）の原作
- 『大西洋の海草のように』（ファトゥ・ディオム、河出書房新社） 2005
- 『エレーヌ・ベールの日記』（岩波書店） 2009
- 『ユダヤ人大虐殺の証人ヤン・カルスキ』（ヤニック・エネル、河出書房新社） 2011（）